# Priscilla en Aquila

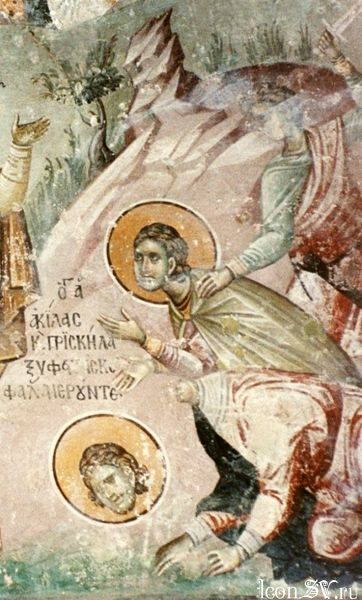
Martelaarschap van Aquila (Kosovo, Grachanica, ca. 1318)

Priscilla (Grieks: Πρίσκιλλα, Priskilla) (de verkleinde vorm van Prisca) en Aquila (Grieks: Ἀκύλας, Akylas) waren een echtpaar dat in het Nieuwe Testament wordt beschreven als medewerkers (zendelingen) van de apostel Paulus. Bij vier van de zes bijbelse vermeldingen wordt bij dit echtpaar de vrouw (Priscilla) als eerste genoemd, in drie gevallen verkort als Prisca.
In de oosters-orthodoxe kerken wordt Aquila beschouwd als een van de zeventig apostelen.

## Leven
Mogelijk behoorde het echtpaar tot de eerste christenen van de gemeente in het oude Rome, een gemeente die ze misschien wel gesticht hebben. Het bijbelboek Handelingen van de apostelen vermeldt dat ze Rome hadden moeten verlaten omdat keizer Claudius I de Joden uit de stad verbande.

#### Korinthe
Priscilla en Aquila waren tentenmakers of leerbewerkers. Toen ze nog maar kort in Korinthe woonden, ontmoetten ze hun collega Paulus die naast zijn apostelschap hetzelfde beroep uitoefende.

#### Efeze
Enige tijd later bleven Priscilla en Aquila in Efeze toen zij samen met Paulus reisden, die op weg was naar Syrië. Daar ontmoetten ze Apollos en gaven hem nader onderricht in het geloof van het christendom (toen nog "De Weg" genoemd). Toen Paulus weer in Efeze kwam, kwam de gemeente van Efeze in het huis Priscilla en Aquila samen. In de drie jaar dat Paulus te Efeze werkte, stonden ze hem bij en zetten zelfs hun leven voor hem in de waagschaal, waarvoor Paulus en de andere niet-Joodse christenen hen dankbaar waren.

#### Rome
Mogelijk keerden Prisca en Aquila later weer terug naar Rome, want in de Brief van Paulus aan de Romeinen die hij rond 57 schreef, liet hij hen en de gemeente die in hun huis samenkwam hartelijk groeten.

## Heilig
In het katholicisme zijn Aquila en Priscilla heiligen. Zij worden in de Rooms-Katholieke Kerk als tweetal herdacht op 8 juli en in de oosters-orthodoxe kerken op 14 juli.
Er zijn nog andere heiligen met de naam Prisca of Priscilla:
- Prisca van Rome, Italiaanse maagd en martelares (feestdag op 18 januari).
- Priscilla (van Rome), Italiaanse weduwe, die Petrus onderdak bood (feestdag op 16 januari).